# Уно Лагт
Уно Лагт (ест. Uno Laht, відомий також під псевдонімом Ону Таль (ест. Onu Thal — 'Дядько Таль'; 30 квітня 1924, Валга, Естонія — 24 вересня 2008, Таллінн, Естонія) — естонський поет, прозаїк і публіцист.

## Біографія
Навчався у початковій школі та в прогімназії міста Валга, з 1937 року жив у Локсі та продовжував навчання у 5-й реальній та 7-й середній школах Таллінна.
Восени 1940 року вступив в естонський комсомол. З початком Великої Вітчизняної війни вступив до винищувального батальйону та згодом був евакуйований разом з ним. У 1942 році був мобілізований в Естонський стрілецький корпус, воював командиром мінометного взводу у званні молодшого лейтенанта. Під Великими Луками зазнав тяжкого поранення, був евакуйований у тил. Після одужання працював у Казані та навчався у Казанському університеті, де вивчив англійську мову. Звідти Лагта направили на курси комсомольських працівників у Пушкін. З 1944 до 1946 року Лагт працював оперативним працівником НКДБ Естонської РСР і брав участь в операціях проти «лісових братів».
З 1946 до 1951 року працював у редакції газети «Ноорте Гяель», з 1951 до 1953 року був кореспондентом «Рагва Гяель», пізніше консультантом з поезії Союзу письменників. Під час роботи журналістом почав публікувати фейлетони, нариси, оповідання та вірші. У 1953 році вступив до КПРС, вийшов із партії у 1986 році та знову вступив у 1992 році. Жив у Таллінні. Помер у 2008 році після тривалої хвороби.

## Творчість
Постійною темою творчості Лагта була внутрішньополітична сатира, висловлювання неприємної правди про становище в Естонії, про її керівництво та функціонерів. Він вказував на розбещуючий вплив суспільства споживання, що народжується, а також на руйнування ідеалів соціальної справедливості. Для прози Лагта часто характерний великоваговий чи відточений до барокового образний й інтелектуальний стиль. Крім того, він написав лібрето опери Ейно Тамберга «Залізний дім».
Займався перекладами віршів і прози з англійської та російської мов.
Лауреат Літературної премії Естонської РСР імені Югана Смуула (1974). Здобув премію Тугласа 1975 року.

## Зібрання творів
- «Piimahambad» (1954)
- «Piimahambad (plombeeritud)» (1956)
- «Sinelitaskust seanahkse portfellini» (1958)
- «Selle suve värsid» (1960)
- «Suitsuangerjad ja kastemärjad roosid» (1960)
- «Kümne küüne laulud» (1962)
- «Ingel läheb apteeki … korralikus seltskonnas» (1967)
- «Mu kallis koduvillane provints» (1973, премія імені Смуула 1974)
- «Roosa müra» (1981)

Завдяки популярності Уно Лагта було видано зібрання вибраних творів:
- «Linnupesa teraskiivris» (1961)
- «Luuletused 1954—1964» (1967)
- «Küürakas kaissukippuja» (1983)
- Katastroika ehk Impeerium imendub Musta Auku … (1990)

## Діяльність у НКДБ Естонської РСР у 1944—1946 роках
- У 1944 році проводив розслідування злочинів проти людяності, які відбувалися під час німецької окупації з 1941 до 1944 році у збірному таборі військовополонених, який знаходився на площі Няйтус у Тарту. Одним із матеріалів слідства у справі проти членів Омакайтсе за період з червня до грудня 1941 року став протокол свідчень Олава Карікоски (протокол Карікоски).
- У 1945 році керував операцією затримання Фрідріха Курга, коменданта Тарту під час гітлерівської окупації: у процесі операції Курга вбили під час збройного опору. 16-річна дочка Курга отримала поранення.

Після звільнення у запас продовжував активну співпрацю з КДБ, брав участь у спеціальних операціях, зокрема за кордоном. За свідченням Ейнара Сандена, його постійним партнером у КДБ був майор Рандар Гійр.

## Діяльність після виходу Естонії зі складу СРСР
Був членом керівництва Естонського союзу проти неонацизму та розпалювання міжнаціональної ворожнечі. У 2004 і 2005 році публікував статті на російському інтернет-порталі REGNUM про одностороннє висвітлення історії в Естонії та про злочини проти людяності, які вчиняли члени організації Омакайтсе у 1941 році у тартуському концтаборі та у танковому рву поблизу міста(так званому Jalaka liin — 'Лінія Ялака'), учасником розслідування яких він був під час роботи у НКДБ Естонської РСР.
18 березня 2005 року Уно Лагт разом з Арнольдом Мері виступив із лекцією у середній школі міста Маарду, де стверджував, що ніякої окупації Естонії Радянським Союзом у 1940 році не було й Естонія сама просила про входження до СРСР.